# 杰哈纳巴德县
吉哈納巴德縣是印度的一個縣，位於該國東北部，由比哈爾邦負責管轄，面積1,569平方公里，每年平均降雨量1,074毫米，2011年人口1,124,176，人口密度每平方公里716人。

## 外部連結
- Jehanabad district website （页面存档备份，存于）
- Jehanabad Information Portal

24°45′N 85°00′E / 24.750°N 85.000°E